# Craig Simpson
Craig Andrew Simpson (* 15. Februar 1967 in London, Ontario) ist ein ehemaliger kanadischer Eishockeyspieler und derzeitiger -trainer, der von 1985 bis 1995 für die Pittsburgh Penguins, Edmonton Oilers und Buffalo Sabres in der National Hockey League spielte. Sein Sohn Dillon Simpson ist ebenfalls professioneller Eishockeyspieler.

## Karriere
Nach zwei Spielzeiten an der Michigan State University wurde Simpson beim NHL Entry Draft 1985 in der ersten Runde als Zweiter von den Pittsburgh Penguins ausgewählt.
Gleich in der Saison 1985/86 schaffte er den Durchbruch. Während bei den Penguins alles auf Mario Lemieux schaute, entwickelte sich Simpson gut in seinem Schatten. In seiner dritten Saison schaffte er zu Beginn mehr als einen Punkt pro Spiel, doch bei den Penguins rüstete man sich zu größeren Zielen. Mit Paul Coffey verpflichteten die Pens einen der offensivstärksten Verteidiger der Liga. Mit ihm kam unter anderem Dave Hunter nach Pittsburgh. Im Gegenzug wurde Simpson gemeinsam mit Dave Hannan, Moe Mantha und Chris Joseph an die Edmonton Oilers abgegeben.
Er war anfangs über den Wechsel sehr unglücklich, doch schnell fand er seinen Platz im von Wayne Gretzky angeführten Team. Er spielte in einer Reihe mit Mark Messier und Glenn Anderson und spielte auf Anhieb die beste Saison seiner Karriere. Für beide Teams zusammen erzielte er in der Saison 1987/88 56 Tore und 90 Punkte. Der Höhepunkt folgte jedoch in den Playoffs, als er mit den Oilers den Stanley Cup gewinnen konnte. Auch nach dem Weggang von Gretzky blieb er erfolgreich. Als die Oilers in der Saison 1989/90 erneut den Stanley Cup gewinnen konnten, war er in den Playoffs mit 16 Toren und 31 Punkten erfolgreichster Scorer, gemeinsam mit Mark Messier.
In der Saison 1992/93 begannen seine Beschwerden mit dem Rücken. Dank einer hervorragenden Trefferquote von 26,4 Prozent belegte er den dritten Platz in der teaminternen Scorerwertung. Obwohl er 20 Spiele verpasste, lag er nur zwei Punkte hinter dem Führenden.
Im Tausch für Jozef Čierny und ein Draftrecht wechselte er zu den Buffalo Sabres. Sein Rückenleiden ließ ihn in den beiden folgenden Jahren nur noch 46 Spiele bestreiten, bevor er 1995 seine aktive Karriere beenden musste.
Nach einigen Jahren als TV-Kommentator kehrte er als Assistenztrainer seines ehemaligen Mannschaftskameraden Craig MacTavish zu den Edmonton Oilers zurück. Ab 2007 war er wieder für das Fernsehen tätig. Mit seinem Partner-Kommentator Jim Hughson kommentierte er nach einem Spiel in Edmonton am selben Abend noch ein weiteres Spiel in Calgary.

## Sportliche Erfolge
- Stanley Cup: 1988 und 1990

## Persönliche Auszeichnungen
- CCHA First All-Star Team: 1985
- NCAA West First All-American Team: 1985
- Topscorer der Playoffs in der Saison 1989/90 (31 Punkte)
- Beste Trefferquote in der Saison 1992/93 (26,4 %)